# Ajuntament de Kaiserslautern

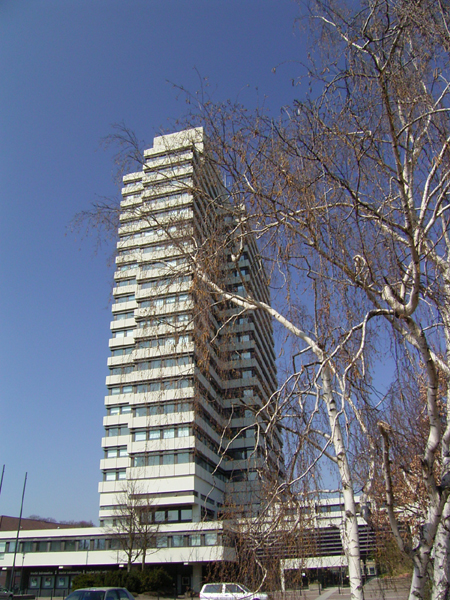
L'ajuntament de Kaiserslautern

L'Ajuntament de Kaiserslautern ("Das Rathaus" en alemany) va ser l'ajuntament més alt d'Alemanya en la seva inauguració el 1968. Té 25 plantes de les quals les 3 més elevades només són utilitzades com a magatzem i per a serveis tècnics, com ara per al control i manteniment dels 4 ascensors. L'alçada de l'edifici és de 84 metres on es concentren la major part de les oficines administratives de l'ajuntament de Kaiserslautern, així com el centre d'emergències, que pertany als bombers. A la planta baixa també hi ha una sala per a conferències i xerrades.
A la planta 21 hi ha un restaurant on es pot gaudir de la vista de tota la ciutat i el "Pfälzerwald" (o bosc del Palatinat).
Una altra part de l'administració es troba al "Rathaus Nord" al carrer Lauterstraße 2.
Davant l'ajuntament s'obre una gran plaça anomenada "Willy-Brand-Platz" on també s'hi troben altres edificis significants de la ciutat com el "Pfalztheater" (Teatre Palatí) o les ruïnes del palau del comte palatí Joan Casimir. En aquesta plaça s'hi solen reunir diàriament patinadors de la ciutat.

## Executiu de l'ajuntament
Composició
El cos executiu de la ciutat de Kaiserslautern consisteix en l'alcalde o "Oberbürgermeister" i tres consellers. L'alcalde és el cap del consell de la ciutat ("Stadtrat") i de l'administració. Aquest consell consta de 52 membres. L'alcalde també és qui redacta les decisions acordant-les amb l'executiu per presentar-les al consell de la ciutat.
Tasques
L'ajuntament pren les decisions de tots els assumptes d'auto-administració, sempre que no hi hagi hagut una transferència als comitès. Les decisions sobre ordenances, els pressupostos, els cambis als districtes de la ciutat, les eleccions als ciutadans honorífics... no poden ser transferits als comitès.
Les últimes eleccions a l'executiu de l'ajuntament van celebrar-se el juny del 2004. Les eleccions locals es renoven cada 5 anys, de manera que les pròximes seran el 2009.
Formació dels comitès
Els comitès poden estar només formats per consellers, o per consellers i altres membres escollits. La mida del comitè és determinada pel consell de la ciutat. La distribució dels comitès reflecteix la distribució del consell de la ciutat.
Fraccions

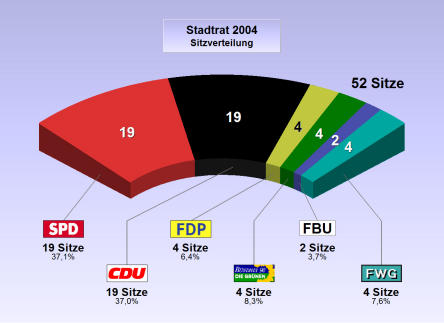
Composició del "Stadtrat" després les eleccions del 2004

Els membres del consell de la ciutat són els representants dels partits de SPD, CDU, FDP, DIE GRÜNEN, FBU i FWG. L'ordre de les fraccions es determina per la seva representació. Una fracció ha de consistir d'un mínim de 2 membres del consell de la ciutat.

## Història
L'arquitecte Roland Ostertag (Leonberg) realitzà l'esbós de l'edifici per una competició d'arquitectes el 1960 de la ciutat de Mannheim, el projecte guanyador seria aplicat a la plaça Paradeplatz de la ciutat. Però a causa de problemes de finançament només es van arribar a fer els fonaments. Finalment l'ajuntament es va construir a Kaiserslautern, després d'algunes modificacions a l'esbós.